# (14827) Гипнос
(14827) Гипнос (др.-греч. Ὕπνος) — небольшой околоземный астероид из группы аполлонов, характеризующийся сильно вытянутой орбитой, из-за которой в процессе своего движения вокруг Солнца он пересекает не только орбиту Земли, но и Марса. Он был открыт 5 мая 1986 года американскими астрономами Кэролин и Юджином Шумейкерами в Паломарской обсерватории и назван в честь древнегреческого бога сна Гипноса.

Орбита астероида Гипнос и его положение в Солнечной системе
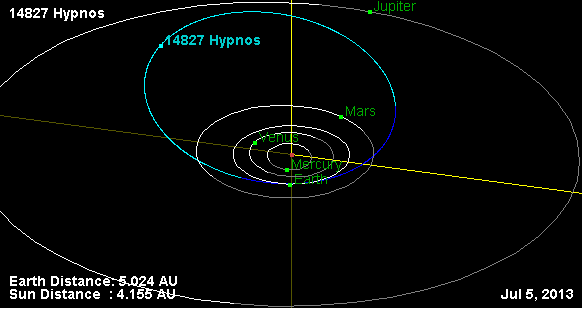
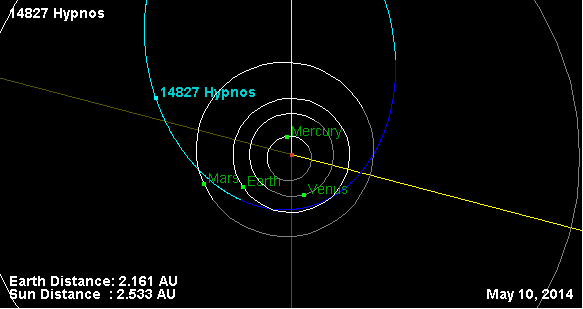

Гипнос способен довольно близко подходить к орбитам Земли и Марса: в 1958 году расстояние от астероида до каждой из планет в периоды сближений сокращалось до 0,03 а. е. (4,5 млн км). Данный астероид также часто подвергается сильному гравитационному влиянию со стороны Юпитера, что заметно влияет на орбиту астероида, который с момента своего открытия в 1986 году наблюдался 170 раз.
Гипнос может являться ядром выродившейся кометы, поверхность которого покрыта многосантиметровым слоем пыли, которая препятствует испарению летучих веществ с поверхности и проявлению кометной активности вблизи Солнца.